# Amb la vida al davant
Amb la vida al davant (títol original en francès: La Vie devant elles) és una sèrie de televisió francesa de dotze capítols dirigida per Gabriel Aghion. Es va estrenar el 28 d'abril de 2015 a France 3, la segona temporada va començar el 9 de maig de 2017 i es va emetre fins al 23 de maig. La sèrie va rebre el premi a la millor sèrie francesa a la 6a edició del Festival Séries Mania. La versió doblada al català es va estrenar a TV3 el 27 de desembre de 2022.

## Sinopsi
A mitjans de la dècada del 1970, a Chambries, un poble conegut per la seva zona minera, tres miners moren arran d'una explosió de grisú. Les seves respectives filles Alma, Solana i Caroline decideixen embarcar-se en una llarga batalla jurídica i donar a conèixer la tragèdia, però la recerca de la veritat de vegades porta secrets pesats del passat.
A la segona temporada, la trama comença el 1979 i s'hi troben les tres personatges principals tres anys després. L'Alma és ara estudiant de dret, la Solana gestiona la impremta que va heretar i la Caroline ha anat a visitar les costes del Mediterrani.

## Audiència
Els dos primers episodis els van veure 3.181.000 espectadors, cosa que va representar un 12,7% de quota de pantalla. France 3 va quedar segona en la classificació de la nit darrere de TF1.
Els sis capítols de la segona temporada van reunir una mitjana d'1,5 milions d'espectadors (6,4% de quota d'audiència), és a dir, dues vegades menys que la primera temporada, la qual cosa va portar France 3 a aturar la producció de la temporada 3, el rodatge de la qual estava previst per al 2017.

## Repartiment
- Stéphane Caillard: Alma
- Alma Jodorowsky: Solana
- Lilly-Fleur Pointeaux: Caroline
- Sabine Haudepin: Micheline, mare de la Caroline
- Claire Nebout: Valérie, mare de l'Alma
- Jérôme Anger: Vilson
- Jean-Marie Juan: José, pare de la Solana
- Guy Lecluyse: Henri, pare de la Caroline
- Michel Scotto di Carlo: Paul, pare de l'Alma
- Pascale Vignal: mare de la Solana
- Vladimir Consigny: Rodolphe
- Corentin Fila: Fadi
- Jean Gardeil: Didier
- Emmanuel Pagni: Mariano
- Jérôme Kircher: Paul
- Jean-Claude Bolle-Reddat: Léonard, l'impressor
- Bruno Todeschini: Georges Duparcq, el mestre
- Robert Plagnol: l'enginyer
- Philippe Fretun: Porion, pare d'en Didier
- Antoine Chappey: Lambert
- Sophie Broustal: Marion

## Llista d'episodis

### Primera temporada
| Núm. total | Núm. de la temporada | Títol       | Data d'emissió original | Data d'emissió a Catalunya (TV3) |
| ---------- | -------------------- | ----------- | ----------------------- | -------------------------------- |
| 1          | 1                    | «Episodi 1» | 28 abril 2015           | 27 desembre 2022                 |
| 2          | 2                    | «Episodi 2» | 28 abril 2015           | 27 desembre 2022                 |
| 3          | 3                    | «Episodi 3» | 5 maig 2015             | 27 desembre 2022                 |
| 4          | 4                    | «Episodi 4» | 5 maig 2015             | 28 desembre 2022                 |
| 5          | 5                    | «Episodi 5» | 12 maig 2015            | 28 desembre 2022                 |
| 6          | 6                    | «Episodi 6» | 12 maig 2015            | 28 desembre 2022                 |

### Segona temporada
| Núm. total | Núm. de la temporada | Títol        | Data d'emissió original | Data d'emissió a Catalunya (TV3) |
| ---------- | -------------------- | ------------ | ----------------------- | -------------------------------- |
| 7          | 1                    | «Episodi 7»  | 9 maig 2017             | 29 desembre 2022                 |
| 8          | 2                    | «Episodi 8»  | 9 maig 2017             | 29 desembre 2022                 |
| 9          | 3                    | «Episodi 9»  | 16 maig 2017            | 29 desembre 2022                 |
| 10         | 4                    | «Episodi 10» | 16 maig 2017            | 30 desembre 2022                 |
| 11         | 5                    | «Episodi 11» | 23 maig 2017            | 30 desembre 2022                 |
| 12         | 6                    | «Episodi 12» | 23 maig 2017            | 30 desembre 2022                 |